# Virginia Gibson
Virginia Gibson, pseudonimo di Virginia Gorski (Saint Louis, 9 aprile 1925 – Newtown, 25 aprile 2013), è stata un'attrice statunitense.

## Biografia
Virginia Gibson firmò un contratto con la Warner Bros. nel 1950 e lo stesso anno fece il suo debutto cinematografico in Tè per due. Precedentemente, aveva esordito a Broadway nel 1944 e continuò a recitarvi in numerosi musical e commedie musicali, ottenendo un grande successo nel 1957 quando fu candidata al Tony Award alla migliore attrice non protagonista in un musical per Happy Hunting. Gibson è nota soprattutto per aver interpretato Lisa nel film Sette spose per sette fratelli (1954).
Si ritirò dalle scene nel 1971 e morì a Newton nel 2013 all'età di ottantotto anni.

## Filmografia parziale

### Cinema
- Tè per due (Tea for Two), regia di David Butler (1950)
- Femmine bionde (Painting the Clouds with Sunshine), regia di David Butler (1951)
- Quattro morti irrequieti (Stop, You're Killing Me), regia di Roy Del Ruth (1952)
- Virginia, dieci in amore (She's Back on Broadway), regia di Gordon Douglas (1953)
- Sette spose per sette fratelli (Seven Brides for Seven Brothers), regia di Stanley Donen (1954)
- Athena e le 7 sorelle (Athena), regia di Richard Thorpe (1954)
- I Killed Wild Bill Hickok, regia di Richard Talmadge (1956)
- Cenerentola a Parigi (Funny Face), regia di Stanley Donen (1957)

### Televisione
- General Electric Theater – serie TV, episodio 3x11 (1954)
- The Further Adventures of Ellery Queen – serie TV, episodio 1x03 (1958)
- Not for Hire – serie TV, episodio 1x33 (1960)